# Миријано (Терни)
Миријано је насеље у Италији у округу Терни, региону Умбрија.
Према процени из 2011. у насељу је живело 276 становника. Насеље се налази на надморској висини од 175 м.